# Dicranomyia (Melanolimonia) penita
Dicranomyia (Melanolimonia) penita is een tweevleugelige uit de familie steltmuggen (Limoniidae). De soort komt voor in het Palearctisch gebied.